# 梅岩寺 (東村山市)
梅岩寺（ばいがんじ）は、東京都東村山市にある曹洞宗の寺院。

## 歴史
創建年代は不明である。ただ東京都の天然記念物に指定されているケヤキが樹齢700年であること、足利尊氏が当寺において陣を張ったという伝承から、その頃に創建された可能性もある。
ザ・ドリフターズのメンバーでコメディアンの志村けんの墓所があることでも知られている。

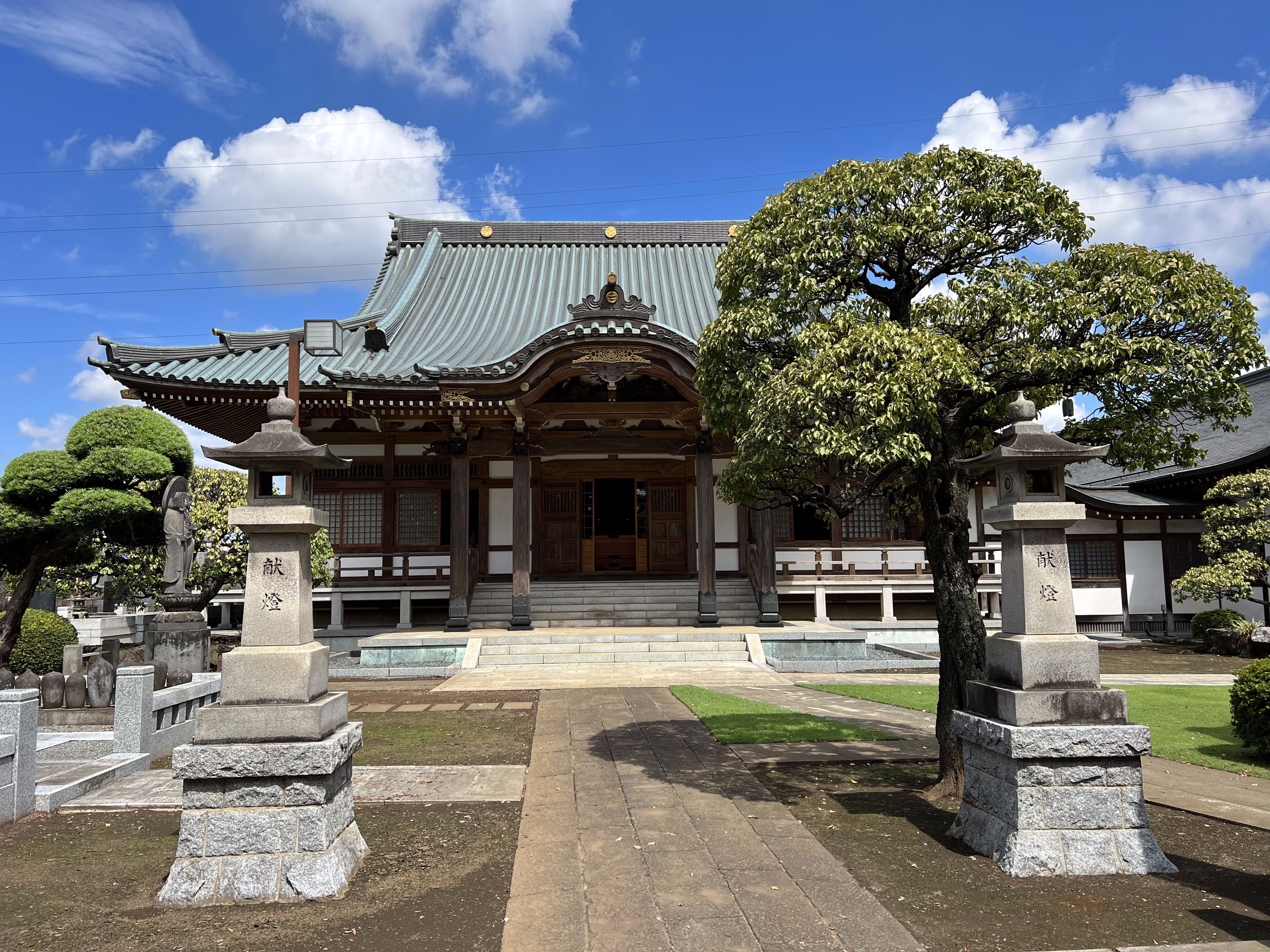
本堂

## 文化財
- 梅岩寺のケヤキ（東京都指定天然記念物 昭和40年3月31日指定）[2]
- 梅岩寺のカヤ（東京都指定天然記念物 令和4年3月18日指定）[3]
- 梅岩寺の庚申塔（東村山市指定文化財 昭和46年3月10日指定）[4]
- 新・四国石仏（東村山市指定文化財 昭和55年3月1日指定）[4]

## 交通アクセス
- 東村山駅より徒歩20分。